# Armorial des communes de la Vienne
- il comporte peu ou pas de sources.

Blason du département de la Vienne : De gueules au pal ondé d'argent, à cinq châteaux d'or ordonnés en sautoir et brochant.

Cette page dresse l'ensemble des armoiries connues (figures et blasonnements) des communes du département de la Vienne disposant d'un blason. Les communes dont le blason enfreint la règle de contrariété des couleurs (communes disposant d'armes dites armes à enquerre) sont incluses dans cet armorial, la rubrique Détails mentionnant leur statut particulier. Cependant, les communes sans blason et celles arborant un pseudo-blason (dessin ressemblant vaguement à un écu, mais ne respectant aucune règle de construction héraldique) en sont volontairement exclues : leur statut est mentionné à la fin de la section correspondant à leur initiale.
- Haut – A
- B
- C
- D
- E
- F
- G
- H
- I
- J
- K
- L
- M
- N
- O
- P
- Q
- R
- S
- T
- U
- V
- W
- X
- Y
- Z

2 dessin(s) en attente (voir : B L )

## A
| Blason de Amberre | Blason  | D'or à deux clés de gueules passées en sautoir, à une épée basse d'azur brochante ; au chef ondé de sinople chargé de trois ammonites d'argent. |
| Blason de Amberre | Détails | Le statut officiel du blason reste à déterminer.                                                                                                |

| Blason de Anché | Blason  | D'argent au lion de sable.                       |
| Blason de Anché | Détails | Le statut officiel du blason reste à déterminer. |

| Blason de Angles-sur-l'Anglin | Blason  | Parti d’azur à trois coquilles d’or rangées en pal, mi-parti du même à l’étoile de huit rais du premier. |
| Blason de Angles-sur-l'Anglin | Détails | Le statut officiel du blason reste à déterminer.                                                         |

| Blason de Angliers | Blason  | Écartelé d’azur semé de fleurs de lis d’or (de France ancien), à la tour du même brochante ; et de gueules à la croix cléchée, vidée et pommetée de douze pièces d’or (de Toulouse) ; sur le tout d’or au gonfanon de gueules frangé de sinople (d'Auvergne). |
| Blason de Angliers | Détails | Le statut officiel du blason reste à déterminer. |

| Blason de Archigny | Blason  | D’azur à la fasce d’or accompagnée en chef de deux étoiles et en pointe de deux croissants adossés, le tout du même. |
| Blason de Archigny | Détails | Le statut officiel du blason reste à déterminer.                                                                     |

| Blason de Availles-Limouzine | Blason  | De gueules à deux pals de vair, au chef d'or.                                                            |
| Blason de Availles-Limouzine | Détails | Armes de la famille d'Archiac, famille féodale du lieu. Le statut officiel du blason reste à déterminer. |

Pas d'information pour les communes suivantes : Adriers, Antigny, Antran, Arçay, Aslonnes, Asnières-sur-Blour, Asnois, Aulnay, Availles-en-Châtellerault, Avanton, Ayron.
- Haut – A
- B
- C
- D
- E
- F
- G
- H
- I
- J
- K
- L
- M
- N
- O
- P
- Q
- R
- S
- T
- U
- V
- W
- X
- Y
- Z

## B
| Blason de Beaumont | Blason  | De gueules à une fasce d'argent chargée de trois fleurs de lys d'azur. |
| Blason de Beaumont | Détails | Le statut officiel du blason reste à déterminer.                       |

| Blason à dessiner | Blason  | D'azur au chevronnel d'or accompagné, en chef, de deux épis de blé du même posés en chevron renversé à dextre, d'une grappe de raisin d'or tigée et feuillée au naturel à senestre et, en pointe, d'une fleur de tournesol au naturel. |
| Blason à dessiner | Détails | Le statut officiel du blason reste à déterminer. |

| Blason de Beuxes | Blason  | Parti coupé ondé: au 1) de sinople à une branche de buis d'or, au 2) d'argent à un chêne au naturel, au 3) d'argent à une roue de moulin de sable, au 4) de gueules à une volute de crosse d'or. |
| Blason de Beuxes | Détails | Créé par JF Binon. Adopté le 4 mai 2023. |

| Blason de Buxerolles | Blason  | D'or à l'arbre terrassé de sinople ; au chef d'azur chargé de trois étoiles d'argent. |
| Blason de Buxerolles | Détails | Le statut officiel du blason reste à déterminer.                                      |

Pas d'information pour les communes suivantes : Basses, Beaumont Saint-Cyr, Bellefonds, Benassay, Berthegon, Béruges, Béthines, Biard, Bignoux, Blanzay, Bonnes, Bonneuil-Matours, Bouresse, Bourg-Archambault, Bournand, Brigueil-le-Chantre, Brion, Brux, La Bussière, Buxeuil.
- Haut – A
- B
- C
- D
- E
- F
- G
- H
- I
- J
- K
- L
- M
- N
- O
- P
- Q
- R
- S
- T
- U
- V
- W
- X
- Y
- Z

## C
| Blason de Celle-Lévescault | Blason  | Parti d'un coupé de ??? au pont du lieu de ??? maçonné de ??? sur une champagne ondée de ???, et de ??? à un chevron de ??? accompagné de trois étoiles de six rais de ??? flamboyantes et percées ; et de ??? à un évêque de ???. |
| Blason de Celle-Lévescault | Détails | Une couleur n'est pas précisée dans le blasonnement ci-dessus. Veuillez faire apparaître la couleur inconnue en blanc (table d'attente) et l'argent en gris. Le statut officiel du blason reste à déterminer.                      |

| Blason de Charroux | Blason  | D'azur à une mitre d'argent accompagnée de trois fleurs de lys d'or.                               |
| Blason de Charroux | Détails | Reprise des armes de la famille Corderoy de Tier. Le statut officiel du blason reste à déterminer. |

| Blason de Chasseneuil-du-Poitou | Blason  | D'or à trois pals d'azur, à la bordure du même.  |
| Blason de Chasseneuil-du-Poitou | Détails | Le statut officiel du blason reste à déterminer. |

| Blason de Château-Garnier | Blason  | D'azur à la foi d'argent parée de sable, surmontée d'un château de trois tours d'or reliées par deux entre-murs du même, ajourées et couvertes de sable, soutenue d'une gerbe de sept épis de blés d'argent posés en éventail ; le tout enfermé dans une bordure de gueules chargée de dix étoiles d'argent. |
| Blason de Château-Garnier | Détails | Le statut officiel du blason reste à déterminer. |

| Blason de Châtellerault | Blason  | D'argent au lion de gueules, à la bordure de sable chargée de huit besants d'or. |
| Blason de Châtellerault | Détails | Le statut officiel du blason reste à déterminer.                                 |

| Blason de Châtillon | Blason  | D'or à deux chevrons de gueules. Ornements extérieurs - Deux lions affrontés du champ en tenants, - Une couronne murale de trois tours du même en cimier, - un listel du même en pointe. |
| Blason de Châtillon | Détails | Blason historique : Le 1er janvier 2019, les communes de Couhé, Ceaux-en-Couhé, Châtillon, Payré et Vaux ont fusionné pour former la commune nouvelle de Valence-en-Poitou.              |

| Blason de Chaussée (La) | Blason  | Parti : au 1er d'argent au lion de gueules, au 2d coupé au I d'azur à l'église du lieu d'or, ouverte et ajourée de sable, posée sur le trait du coupé, au II d'azur au chêne au naturel terrassé de sinople. |
| Blason de Chaussée (La) | Détails | * Il y a là non-respect de la règle de contrariété des couleurs : ces armes sont fautives (terrasse de sinople sur azur). Le statut officiel du blason reste à déterminer.                                   |

| Blason de Chauvigny | Blason  | D'argent à la fasce fuselée de cinq pièces de gueules, surmontée d'un lambel de six pendants de sable. |
| Blason de Chauvigny | Détails | Le statut officiel du blason reste à déterminer.                                                       |

| Blason de Chouppes | Blason  | D'azur à trois croisettes d'argent. Devise'In hoc signo vinces (Par ce signe, tu vaincras) |
| Blason de Chouppes | Détails | Le statut officiel du blason reste à déterminer.                                           |

| Blason de Civray | Blason  | D'azur semé de roses d'or, au lion du même brochant. |
| Blason de Civray | Détails | Le statut officiel du blason reste à déterminer.     |

| Blason de Colombiers | Blason  | D'or à quatre clés d'azur posées en croix, les anneaux entrelacés et les pannetons à senestre ; au chef d'azur chargé d'une colombe éployée en pal. |
| Blason de Colombiers | Détails | Armes parlantes. (colombe) Armoiries composées par Laurent Garnier, adoptées par la municipalité en 2002.                                           |

| Blason de Couhé | Blason  | D'argent à la croix de gueules. |
| Blason de Couhé | Détails | Blason historique : Le 1er janvier 2019, les communes de Couhé, Ceaux-en-Couhé, Châtillon, Payré et Vaux ont fusionné pour former la commune nouvelle de Valence-en-Poitou. |

| Blason de Curçay-sur-Dive | Blason  | Parti de sinople à un donjon d'or maçonné, ouvert et ajouré de sable ; et d'argent à la fasce ondée d'azur accompagnée d'une roue de Sainte Catherine de gueules brisée de son quart senestre en chef, et d'une grappe de raisin de pourpre, tigée de tenné et feuillée de deux pièces de sinople en pointe.                  |
| Blason de Curçay-sur-Dive | Détails | Le donjon symbolise les anciennes fortifications et le champ de sinople l'agriculture. La fasce ondée évoque la Dive qui arrose la commune, le raisin la viticulture et la roue brisée sainte Catherine, patronne de la paroisse. Armoiries conçues par Jean-François Binon, adoptées par la municipalité le 26 février 2018. |

Pas d'information pour les communes suivantes : Ceaux-en-Loudun, Cenon-sur-Vienne, Cernay, Chabournay, Chalais, Chalandray, Champagné-le-Sec, Champagné-Saint-Hilaire, Champigny en Rochereau, Champniers, La Chapelle-Bâton, La Chapelle-Montreuil, La Chapelle-Moulière, Chapelle-Viviers, Chatain, Château-Larcher, Chaunay, Chenevelles, Cherves, Chiré-en-Montreuil, Cissé, Civaux, Cloué, Coulombiers, Coulonges, Coussay, Coussay-les-Bois, Craon, Croutelle, Cuhon, Curzay-sur-Vonne
- Haut – A
- B
- C
- D
- E
- F
- G
- H
- I
- J
- K
- L
- M
- N
- O
- P
- Q
- R
- S
- T
- U
- V
- W
- X
- Y
- Z

## D
| Blason de Dangé-Saint-Romain | Blason  | De gueules à trois fleurs de lys d'argent.       |
| Blason de Dangé-Saint-Romain | Détails | Le statut officiel du blason reste à déterminer. |

| Blason de Dissay | Blason  | Écartelé : aux 1er et 4e palé d’or et de gueules, au 2e d’azur au croissant d’argent accompagné de six croisettes recroisetées au pied fiché du même, trois rangées en chef et trois rangées en pointe ; au 3e d’azur à la bande d’argent côtoyée de deux double cotices potencées et contre-potencées d’or (de Champagne) ; sur le tout d’or au dauphin d’azur crêté, barbé, loré, peautré et oreillé de gueules (du Dauphiné) ; le tout sommé d’un comble d’azur chargé de l’inscription « DISSAY » en lettres capitales d’argent |
| Blason de Dissay | Détails | La municipalité arbore sur son site une variante avec De gueules à deux pals d'or au lieu du palé des quartiers d'honneur. Le statut officiel du blason reste à déterminer. |

Pas d'information pour les communes suivantes : Dercé, Dienné, Doussay
- Haut – A
- B
- C
- D
- E
- F
- G
- H
- I
- J
- K
- L
- M
- N
- O
- P
- Q
- R
- S
- T
- U
- V
- W
- X
- Y
- Z

## F
Aucune des communes Viennoises dont le nom commence par un F : La Ferrière-Airoux, Fleix, Fleuré, Fontaine-le-Comte et Frozes, ne porte de blason.

## G
| Blason de Gençay | Blason  | Taillé de gueules à un château d’or maçonné et ouvert de sable, et d’argent à un taureau de tenné.                                                                                                  |
| Blason de Gençay | Détails | La municipalité, qui voulait initialement un taureau de sable, le réalisa par confusion d'or, ce qui constitue une enquerre. Armoiries de concepteur inconnu, adoptées par la municipalité en 1983. |

Pas d'information pour les communes suivantes : Genouillé, Gizay, Glénouze, Gouex, La Grimaudière, Guesnes
- Haut – A
- B
- C
- D
- E
- F
- G
- H
- I
- J
- K
- L
- M
- N
- O
- P
- Q
- R
- S
- T
- U
- V
- W
- X
- Y
- Z

## H
La seule commune viennoise dont le nom commence par H, Haims, est dépourvue d'un blason.

## I
| Blason de Isle-Jourdain (L') | Blason  | D'argent semé de fleurs de lys de gueules. |
| Blason de Isle-Jourdain (L') | Détails | Il s'agit des armes du seigneur de Jourdain qui fit bâtir au XIIe siècle une forteresse sur un îlot rocheux situé au milieu de la rivière Vienne, ainsi naturellement bien défendue. Le statut officiel du blason reste à déterminer. |

| Blason de Ingrandes | Blason  | D'azur au lion d'or accompagné de deux fleurs de lis en chef et d'une étoile en pointe, le tout du même ; à la filière d'or. |
| Blason de Ingrandes | Détails | Le statut officiel du blason reste à déterminer.                                                                             |

Pas d'information pour les communes suivantes : Iteuil
- Haut – A
- B
- C
- D
- E
- F
- G
- H
- I
- J
- K
- L
- M
- N
- O
- P
- Q
- R
- S
- T
- U
- V
- W
- X
- Y
- Z

## J
| Blason de Jaunay-Clan | Blason  | De gueules à huit feuilles d'or disposées en cercle, une étoile à huit branches du champ brochant sur le tout. |
| Blason de Jaunay-Clan | Détails | Le blason se base sur un sceau du bailli de l'abbesse de Fontevrault à Jaunay, utilisé sur un parchemin daté du 11 juin 1301, constatant une donation faite par Philippe Giraud de la Père de Jaunay. Une variante est citée par l'Armorial de France, qui voit les feuilles d'or insérées dans un annelet d'argent, le champ interne à l'annelet diapré, et l'étoile en cœur bordée du même. Conflit héraldique : le dessin ne montre pas d'étoile. Blason historique : Le 1er janvier 2017, les communes de Jaunay-Clan et Marigny-Brizaye ont fusionné pour former la commune nouvelle de Jaunay-Marigny. |

Pas d'information pour les communes suivantes : Jardres, Jaunay-Marigny, Jazeneuil, Jouhet, Journet, Joussé
- Haut – A
- B
- C
- D
- E
- F
- G
- H
- I
- J
- K
- L
- M
- N
- O
- P
- Q
- R
- S
- T
- U
- V
- W
- X
- Y
- Z

## L
| Blason à dessiner | Blason  | D'argent aux outils de tanneurs, une drayoire d'azur posée en fasce en chef, soutenue à dextre d'un moule à motte de tan de gueules et à senestre d'une marguerite d'azur. |
| Blason à dessiner | Détails | Commune fusionnée en 2019 pour devenir Boivre-la-Vallée. Le statut officiel du blason reste à déterminer.                                                                  |

| Blason de Leigné-sur-Usseau | Blason  | Fuselé d'argent et de gueules.                   |
| Blason de Leigné-sur-Usseau | Détails | Le statut officiel du blason reste à déterminer. |

| Blason de Lencloître | Blason  | D'azur au lion d'or                                                                                        |
| Blason de Lencloître | Détails | L'Armorial de France donne un lion d'or sur champ d'azur. Le statut officiel du blason reste à déterminer. |

| Blason de Liglet | Blason  | Parti de gueules à une crosse d'or posée en bande, une mitre du même brochant ; et d'argent à un dragon de sinople armé et enflammé de gueules ; le tout sommé d'un chef d'azur chargé d'une tour d'argent maçonnée de sable et accostée de deux roues de moulin d'or. Devise« Prudence, Force, Tempérance, Justice » |
| Blason de Liglet | Détails | Les roues rappellent les nombreux moulins sur la Benaize et le Corcheron. La crosse et la mitre sont les attributs de saint Hilaire, le dragon sainte Marguerite. Le statut officiel du blason reste à déterminer. |

| Blason de Lizant | Blason  | De gueules à cinq tours d'or maçonnées de sable ordonnées en chevron. |
| Blason de Lizant | Détails | Le statut officiel du blason reste à déterminer.                      |

| Blason de Loudun | Blason  | De gueules à une tour crénelée d'argent, maçonnée de sable ; au chef de France. |
| Blason de Loudun | Détails | La concession du chef de France n'est pas attestée, mais est antérieure à 1669 puisqu'il figure déjà sur l'armorial de La Planche. Il semble donc valide. Conflit héraldique : la tour est dessinée ajourée du champ. Le statut officiel du blason reste à déterminer. |

| Blason de Lusignan | Blason  | Burelé d'argent et d'azur, au lion de gueules, armé, lampassé et couronné d'or, brochant sur le tout. |
| Blason de Lusignan | Détails | Le statut officiel du blason reste à déterminer.                                                      |

| Blason de Lussac-les-Châteaux | Blason  | Parti d'argent à un sablier d'azur et de gueules à un chêne de sinople fruité d'argent,. DevisePassé et Avenir |
| Blason de Lussac-les-Châteaux | Détails | * Il y a là non-respect de la règle de contrariété des couleurs : ces armes sont fautives (sinople sur gueules). Armoiries fautives conçues par Jean-Claude Corneille, date d'adoption par la municipalité inconnue. |

Pas d'information pour les communes suivantes : Lathus-Saint-Rémy, Latillé, Lauthiers, Lavausseau, Lavoux, Leigné-les-Bois, Leignes-sur-Fontaine, Lésigny, Leugny, Lhommaizé, Ligugé, Linazay, Liniers, Luchapt
- Haut – A
- B
- C
- D
- E
- F
- G
- H
- I
- J
- K
- L
- M
- N
- O
- P
- Q
- R
- S
- T
- U
- V
- W
- X
- Y
- Z

## M
| Blason de Marçay | Blason  | De gueules à la fasce vivrée d'or chargée de trois molettes de sable percées d'argent. |
| Blason de Marçay | Détails | Présent sur le site Internet de la commune.                                            |

| Blason de Massognes | Blason  | Parti d'or à la silhouette de la statue de Mercure du lieu de sable, et de gueules à la gerbe du premier ; au chef ondé d'azur chargé d'une foi alésée d'argent. |
| Blason de Massognes | Détails | Armoiries conçues par Jean-François Binon et Christian Dussoul, et adoptées par la municipalité en février 2018.                                                 |

| Blason de Migné-Auxances | Blason  | Palé d’or et d’azur au chef d’argent chargé de trois fougères mâles de sinople. |
| Blason de Migné-Auxances | Détails | Le statut officiel du blason reste à déterminer.                                |

| Blason de Mirebeau | Blason  | Écartelé de gueules au pal d'argent, et du même à la fasce du premier. |
| Blason de Mirebeau | Détails | Le statut officiel du blason reste à déterminer.                       |

| Blason de Moncontour | Blason  | D'or à la croix ancrée de gueules.               |
| Blason de Moncontour | Détails | Le statut officiel du blason reste à déterminer. |

| Blason de Montmorillon | Blason  | De gueules à la tour d'or, au chef cousu de sable chargé de quatre pals du second.                                                                                               |
| Blason de Montmorillon | Détails | La source indiquée par l'Armorial de France indique un blason de sable sur gueules, ce qui est totalement fautif en héraldique. Le statut officiel du blason reste à déterminer. |

| Blason de Monts-sur-Guesnes | Blason  | Burelé d'argent et de gueules de dix pièces, à la cotice d'or brochant sur le tout. |
| Blason de Monts-sur-Guesnes | Détails | Le statut officiel du blason reste à déterminer.                                    |

Pas d'information pour les communes suivantes : Magné, Maillé, Mairé, Maisonneuve,  Marigny-Chemereau, Marnay, Martaizé, Maulay, Mauprévoir, Mazerolles, Mazeuil, Messemé, Mignaloux-Beauvoir, Millac, Mondion, Montamisé, Monthoiron, Montreuil-Bonnin, Morton, Moulismes, Moussac, Mouterre-Silly, Mouterre-sur-Blourde.
- Haut – A
- B
- C
- D
- E
- F
- G
- H
- I
- J
- K
- L
- M
- N
- O
- P
- Q
- R
- S
- T
- U
- V
- W
- X
- Y
- Z

## N
| Blason de Naintré | Blason  | De gueules à deux forgerons affrontés martelant de leur dextre une pièce métallique tenue par une tenaille avec leur senestre sur une enclume, le tout d’argent posé sur une terrasse en fasce du même mouvant des flancs, à la bordure d’or. |
| Blason de Naintré | Détails | Le statut officiel du blason reste à déterminer. |

| Blason de Neuville-de-Poitou | Blason  | D'azur à deux pointes d'or mouvant des angles de la pointe et posées en chevron ; au chef d'argent chargé de trois couronnes ducales de gueules. |
| Blason de Neuville-de-Poitou | Détails | Blason sculpté sur le fronton de la mairie. |

| Blason de Nouaillé-Maupertuis | Blason  | D'azur à la fleur de lys d'or supportant deux éperviers affrontés d'argent perchés sur chacune de ses branches. |
| Blason de Nouaillé-Maupertuis | Détails | Ancien texte D'azur, à trois fleurs de lis d'or, deux et une, à deux crosses de même passées en sautoir (Ce sont en fait les armes de l'ancienne abbaye de Nouaillé, la commune semblant ne pas avoir de blason officiel). Le statut officiel du blason reste à déterminer.                                                       |
| Blason de Nouaillé-Maupertuis | Alias   | D'azur, à trois fleurs de lis d'or accompagnant deux crosses de même passées en sautoir. La ville a adopté les armes de Raoul du Fou, évêque d'Évreux et abbé commendataire de l'abbaye de Nouaillé-Maupertuis. Malte-Brun rapporte, dans La France illustrée, tome V (1884), que l'ancienne abbaye de Nouaillé avait pour armes. |

Pas d'information pour les communes de Nalliers, Nérignac, Nieuil-l'Espoir et Nueil-sous-Faye.
- Haut – A
- B
- C
- D
- E
- F
- G
- H
- I
- J
- K
- L
- M
- N
- O
- P
- Q
- R
- S
- T
- U
- V
- W
- X
- Y
- Z

## O
Aucune des communes du département dont l'initiale est O : Orches, Les Ormes, Ouzilly, Oyré ; ne porte de blason.

## P
| Blason de Paizay-le-Sec | Blason  | Parti de gueules à saint Hilaire évêque d'argent, et d'or au dragon de sinople armé, lampassé et couronné de gueules ; le tout sommé d'un chef de sable chargé d'une coquille Saint-Jacques accostée de deux croisettes, le tout d'or. DeviseSicca vere generosa certe                     |
| Blason de Paizay-le-Sec | Détails | Conflit héraldique : le dragon est dessiné enflammé de gueules. Armoiries composées par Jean-François Binon, adoptées par la municipalité le 7 décembre 2015 et modifiées le 18 juin 2018 à l'annonce du passage d'une voie de pèlerinage vers Saint-Jacques de Compostelle dans la ville. |

| Blason de Pindray | Blason  | D'argent au sautoir de gueules.                  |
| Blason de Pindray | Détails | Le statut officiel du blason reste à déterminer. |

| Blason de Pleumartin | Blason  | D'argent à deux fasces d'azur.                   |
| Blason de Pleumartin | Détails | Le statut officiel du blason reste à déterminer. |

| Blason de Poitiers | Blason  | D'argent au lion de gueules, à la bordure de sable besantée d'or ; au chef de France brochant. |
| Blason de Poitiers | Détails | Aliénor d'Aquitaine, qui prit la ville, lui donna le lion d'Aquitaine et une bordure chargée de 12 besants. Lorsque Saint Louis reprit la ville, celle-ci fut chargée du chef de France qui, brochant la partition, couvrit 3 besants. Le statut officiel du blason reste à déterminer. |

Pas d'information pour les communes suivantes : Persac, Plaisance, Port-de-Piles, Pouançay, Pouant, Pouillé, Pressac, Prinçay, La Puye.
Payroux porte un pseudo-blason.
- Haut – A
- B
- C
- D
- E
- F
- G
- H
- I
- J
- K
- L
- M
- N
- O
- P
- Q
- R
- S
- T
- U
- V
- W
- X
- Y
- Z

## Q
Queaux et Quinçay sont toutes deux dépourvues de blason.

## R
| Blason de Ranton | Blason  | Coupé d'azur à deux têtes de lévrier coupées d'argent surmontées d'une étoile d'or, et de gueules au soleil d'or. |
| Blason de Ranton | Détails | Le statut officiel du blason reste à déterminer.                                                                  |

| Blason de Roche-Posay (La) | Blason  | D'or au lion passant de sinople, armé et lampassé de gueules. |
| Blason de Roche-Posay (La) | Détails | Le statut officiel du blason reste à déterminer.              |

| Blason de Rouillé | Blason  | Écartelé : au 1er de sinople à un épi de blé d’or en barre côtoyé de deux cotices en barre d’argent chargées, la première de l’inscription « ROLIACUS » et la seconde de l’inscription « VILLA », en lettres capitales de sable ; au 2e gironné d’or et de gueules de douze pièces, au 3e de gueules à un croissant d’argent, et au 4e d’azur à la rose d’or accompagnée de trois croissants d’argent. |
| Blason de Rouillé | Détails | Le statut officiel du blason reste à déterminer. |

Pas d'information pour les communes suivantes : Raslay, La Roche-Rigault, Roches-Prémarie-Andillé, Roiffé, Romagne
- Haut – A
- B
- C
- D
- E
- F
- G
- H
- I
- J
- K
- L
- M
- N
- O
- P
- Q
- R
- S
- T
- U
- V
- W
- X
- Y
- Z

## S
| Blason de Saint-Benoit | Blason  | Divisé en chevron renversé : au 1er d’or à une crosse contournée accostée de deux pigeons affrontés, le tout d’argent mouvant de la partition, au 2d d’azur à trois châteaux donjonnés de trois tourelles d’or, celle du milieu plus haute, ouverts et ajourés du champ, maçonnés de sable ; le tout enfermé dans une filière de gueules. |
| Blason de Saint-Benoit | Détails | * Il y a là non-respect de la règle de contrariété des couleurs : ces armes sont fautives (argent sur or). |

| Blason de Saint-Genest-d'Ambière | Blason  | De gueules à cinq tours d'or.                    |
| Blason de Saint-Genest-d'Ambière | Détails | Le statut officiel du blason reste à déterminer. |

| Blason de Saint-Georges-lès-Baillargeaux | Blason  | D'argent à l'aigle bicéphale au vol abaissé de sable, becquée et membrée d'or, chargée sur l'estomac d'une fleur de lys du même. |
| Blason de Saint-Georges-lès-Baillargeaux | Détails | Le statut officiel du blason reste à déterminer.                                                                                 |

| Blason de Saint-Germain | Blason  | Tiercé en pal d'azur, d'argent et de gueules ; à la crosse d'or et à l'épi de blé tigé et feuillé du même passés en sautoir et brochant sur le tout. |
| Blason de Saint-Germain | Détails | Le statut officiel du blason reste à déterminer. |

| Blason de Saint-Gervais-les-Trois-Clochers | Blason  | D'azur à trois clochers d'argent mouvant de la pointe, celui du milieu, plus grand, brochant sur un comble du même, ledit comble chargé à dextre de l'inscription de sable « SEMPER VIRENS » sur deux rangs et à senestre d'un talus de sinople mouvant du flanc et sommé de six arbres du même de taille décroissante de dextre vers senestre. Ornements extérieursLe blason est installé dans un cartouche accompagné de deux branches liées en pointe et fruitées, et surmonté de la traditionnelle couronne murale à trois tours. Devise'Semper virens (Toujours vert) |
| Blason de Saint-Gervais-les-Trois-Clochers | Détails | Le blason représente les trois clochers qui existaient en 1817, date de la transformation des trois paroisses, Saint-Martin, Saint-Gervais et Avigny, en une commune désignée sous le nom de Saint-Gervais-les-Trois-Clochers. Armes parlantes. (trois clochers) Le statut officiel du blason reste à déterminer. |

| Blason de Saint-Julien-l'Ars | Blason  | D'azur à la Sainte Trinité d'or, accostée de deux chérubins du même, le tout soutenu d'une nuée d'argent. |
| Blason de Saint-Julien-l'Ars | Détails | Le statut officiel du blason reste à déterminer.                                                          |

| Blason de Saint-Rémy-sur-Creuse | Blason  | De sinople à la tour d'argent maçonnée de sable, ouverte et ajourée du champ, accostée en chef de deux truelles du second posées en chevron renversé ; au chef du même chargé d'un léopard de gueules. |
| Blason de Saint-Rémy-sur-Creuse | Détails | Le statut officiel du blason reste à déterminer. |

| Blason de Saint-Savin | Blason  | D'azur, à une palme d'or et un coutelas d'argent emmanché d'or passés en sautoir, cantonnés en chef d'un « E » couronné d'or et de trois fleurs de lis du même aux autres cantons. Ornements extérieursL'écu surmonté d'une crosse et d'une mitre, et entouré de deux palmes de sinople. |
| Blason de Saint-Savin | Détails | Le statut officiel du blason reste à déterminer. |

| Blason de Sainte-Radégonde | Blason  | Fascé contre-fascé d'azur et d'argent de quatre pièces, à trois croissants d'or brochant; au chef de gueules à la bande d'or. |
| Blason de Sainte-Radégonde | Détails | Créé par JF Binon. Adopté sept 2020                                                                                           |

| Blason de Savigny-Lévescault | Blason  | De sable à la crosse d’or accostée de deux colonnes à chapiteau ionique d’argent, au chef ondé cousu de gueules* chargé d’un château d’or ouvert du champ, donjonné de trois tourelles aussi d’or, celle du milieu plus haute. |
| Blason de Savigny-Lévescault | Détails | * Ces armes emploient le terme « cousu » dans le seul but de contrevenir à la règle de contrariété des couleurs : elles sont fautives : gueules sur sable. Le statut officiel du blason reste à déterminer.                    |

| Blason de Savigny-sous-Faye | Blason  | Parti de gueules à la tête de Saint Fort, évêque d’argent mitré et auréolé du même ; et d’or au château de gueules ouvert de sable, donjonné de trois tourelles aussi de gueules, celle du milieu plus haute ; à la fasce ondée abaissée d’argent brochant sur le tout. |
| Blason de Savigny-sous-Faye | Détails | Conflit héraldique : le château est dessiné aussi ajouré de sable. Le statut officiel du blason reste à déterminer. |

| Blason de Scorbé-Clairvaux | Blason  | De gueules à cinq châteaux donjonnés chacun de trois tourelles d'or ; à la bordure d'argent réduite en chef. Différences entre dessin et blasonnement : la bordure est dite "réduite en chef" contrairement au dessin. |
| Blason de Scorbé-Clairvaux | Détails | Conflit héraldique : les châteaux sont dessinés ouverts et ajourés du champ. Le statut officiel du blason reste à déterminer.                                                                                          |

| Blason de Smarves | Blason  | De sinople à deux burelles ondées d'argent en pointe. |
| Blason de Smarves | Détails | Le statut officiel du blason reste à déterminer.      |

Pas d'information pour les communes suivantes : Saint Martin la Pallu, Saint-Christophe, Saint-Clair, Saint-Gaudent, Saint-Jean-de-Sauves, Saint-Laon, Saint-Laurent-de-Jourdes, Saint-Léger-de-Montbrillais, Saint-Léomer, Saint-Macoux, Saint-Martin-l'Ars, Saint-Maurice-la-Clouère, Saint-Pierre-d'Exideuil, Saint-Pierre-de-Maillé, Saint-Romain, Saint-Sauvant, Saint-Saviol, Saint-Secondin, Saires, Saix, Sammarçolles, Sanxay, Saulgé, Savigné, Senillé-Saint-Sauveur, Sérigny, Sèvres-Anxaumont, Sillars, Sommières-du-Clain, Sossais, Surin
- Haut – A
- B
- C
- D
- E
- F
- G
- H
- I
- J
- K
- L
- M
- N
- O
- P
- Q
- R
- S
- T
- U
- V
- W
- X
- Y
- Z

## T
| Blason de Trimouille (La) | Blason  | D'or au chevron de gueules, accompagné de trois aiglettes couronnées d'azur, becquées et membrées de gueules.  |
| Blason de Trimouille (La) | Détails | Différences entre dessin et blasonnement : aigles couronnées. Le statut officiel du blason reste à déterminer. |

| Blason de Trois-Moutiers (Les) | Blason  | D'argent à trois lionceaux de gueules.           |
| Blason de Trois-Moutiers (Les) | Détails | Le statut officiel du blason reste à déterminer. |

Pas d'information pour les communes suivantes : Tercé, Ternay, Thollet, Thurageau, Thuré
- Haut – A
- B
- C
- D
- E
- F
- G
- H
- I
- J
- K
- L
- M
- N
- O
- P
- Q
- R
- S
- T
- U
- V
- W
- X
- Y
- Z

## U
| Blason de Usson-du-Poitou | Blason  | D'azur à un manteau de gueules* accosté de deux clés renversées et affrontées d'or, et à un bras dextre de carnation posé en bande, main vers la pointe tenant une épée de sable posée en barre brochant sur le manteau. |
| Blason de Usson-du-Poitou | Détails | * Il y a là non-respect de la règle de contrariété des couleurs : ces armes sont fautives (gueules sur azur et carnation + sable sur gueules et azur). Le statut officiel du blason reste à déterminer.                  |

Usseau est dépourvue d'un blason.

## V
| Blason de Verrières | Blason  | D'argent au flambeau au trait de sable, accosté de deux abeilles d'or ; à la champagne ondée d'azur chargée de trois trangles ondées d'argent.              |
| Blason de Verrières | Détails | * Il y a là non-respect de la règle de contrariété des couleurs : ces armes sont fautives (or sur argent). Le statut officiel du blason reste à déterminer. |

| Blason de Vicq-sur-Gartempe | Blason  | Tiercé en chevron renversé : au 1er de gueules à la charrue d'argent, au 2e d'or plain, au 3e d'azur à deux gerbes d'or. |
| Blason de Vicq-sur-Gartempe | Détails | Le statut officiel du blason reste à déterminer.                                                                         |

| Blason de Le Vigeant | Blason  | Écartelé : au 1er de gueules à deux fasces d'or enfermant trois bandes du même, au 2e losangé d'or et de gueules, au 3e de gueules à une fleur de lis d'or, au 4e de gueules à une merlette d'or ; au filet d'argent en fasce brochant sur le trait du coupé ; sur le tout, d'argent à trois besants d'or*. |
| Blason de Le Vigeant | Détails | * Il y a là non-respect de la règle de contrariété des couleurs : ces armes sont fautives (or sur argent). |

| Blason de Villedieu-du-Clain (La) | Blason  | D'argent à la croix de gueules.                  |
| Blason de Villedieu-du-Clain (La) | Détails | Le statut officiel du blason reste à déterminer. |

| Blason de Vivonne | Blason  | D'hermine au chef de gueules.                    |
| Blason de Vivonne | Détails | Le statut officiel du blason reste à déterminer. |

| Blason de Vouillé | Blason  | D'azur à trois fleurs de lys d'or, celle de la pointe accostée des lettres S et R capitales du même. |
| Blason de Vouillé | Détails | Le statut officiel du blason reste à déterminer.                                                     |

| Blason de Vouneuil-sous-Biard | Blason  | D'azur au loup courant d'argent, lampassé de gueules,sur une terrasse de sinople ; au chef cousu de gueules chargé d'une croisette d'argent accostée de deux fleurs de lis du même.                                   |
| Blason de Vouneuil-sous-Biard | Détails | * Ces armes emploient le terme « cousu » dans le seul but de contrevenir à la règle de contrariété des couleurs : elles sont fautives : gueules et sinople sur azur. Le statut officiel du blason reste à déterminer. |

Pas d'information pour les communes suivantes : Valdivienne, Varennes, Vaux-sur-Vienne, Vellèches, Vernon, Verrue, Vézières, Villemort, Villiers, Voulême, Voulon, Vouneuil-sur-Vienne, Vouzailles
- Haut – A
- B
- C
- D
- E
- F
- G
- H
- I
- J
- K
- L
- M
- N
- O
- P
- Q
- R
- S
- T
- U
- V
- W
- X
- Y
- Z

## Y
Pas d'information pour Yversay.